# Mystic (comics)
Pour les articles homonymes, voir Mystic et Mystique (homonymie).

Mystic est une série de comic books publié par CrossGen. Créée par le scénariste Ron Marz et le dessinateur Brandon Peterson, cette série compte 43 épisodes.

## Résumé
Située sur la Ciress, sur laquelle la sorcellerie est une profession organisée en corporations, l'histoire est centrée sur les sœurs Villard, Geneviève et Giselle. La première, l'aînée, a consacré sa vie à devenir une sorcière de haut niveau, alors que la cadette est une enfant gâtée, mondaine, à laquelle, bien contre son gré, sont accordés pouvoirs et responsabilités par la possession du « Sigil », un mystérieux sceau.
À la suite de l'apposition de la marque du Sigil dans sa main droite, elle va devenir le réceptacle des esprits que se transmettent les maîtres des 7 guildes magiques qui dirigent la planète. Elle va devoir faire face à l’ire des légitimes dépositaires des esprits, au nombre desquels sa sœur. La liste des guildes magiques, donnée au début de la série Mystic est la suivante :
1. Guilde des Mages sombres (Dark Mages Guild) ;
2. Guilde Astrale (Astral Guild) ;
3. Guilde Shamanique (Shaman Guild) ;
4. Guilde Enchantée (Enchantress Guild) ;
5. Guilde Tantrique (Tantric Guild) ;
6. Guilde des Djinns (Djinn Guild) ;
7. Nouvelle Guilde (Nouveau Guild).

Les six premiers numéros de Mystic décrivent la victoire de Giselle sur le « Sigil » et les efforts des chefs de guilde pour retrouver leurs pouvoirs. Giselle gagne son Sigil dans le premier numéro et vole involontairement les esprits des anciens chefs de guilde (morts depuis longtemps).
Elle obtient également un guide sous la forme d'une créature féline aux yeux jaunes et une histoire d'amour avec Thierry Chevalier, un artiste dénué de tout pouvoir magique. À partir du numéro 4, Giselle gagne l'attention d'un certain Darrow. Darrow semble d'abord aider Giselle, mais il est en réalité sous les ordres d'Ingra pour influencer Giselle du côté de la Chambre Sinistre.
Avec l’aide de Skink, un animal qui est en fait l’envoyé des puissances à l'origine de sa marque, elle va devoir gérer sa nouvelle puissance magique, qui fait d’elle la protectrice de sa planète, et faire face à l’arrivée de nouveaux personnages dans sa vie, au nombre desquels des First. Ce guide mystérieux de Giselle, une créature aux yeux jaunes de félin, finit par faire appel à la fois à Geneviève et à Thierry pour venir en aide à Giselle. Il s'avère que ce chat aux yeux jaunes est une partie de Danik.

## Personnages

### Geneviève Villard
Geneviève Villard, ou Genevieve Villard en version originale, est un personnage de fiction de CrossGen. Elle apparaît dans la série de comic books Mystic comme un personnage majeur en tant que sœur aînée de Gisèle Villard et détentrice du « Sigil » du monde de Ciress.
Pendant que sa sœur s'amuse, Geneviève étudie et progresse rapidement dans les rangs de la Guilde des Nouveaux Mages.
À la mort du vieux chef de cette guilde, Geneviève en est choisie comme le nouveau maître. La série Mystic commence avec l'accession de Geneviève à cette haute fonction. Ce jour-là, Giselle jeune sœur de Geneviève se voit apposer un sceau sur la main et elle absorbe alors les esprits des sept guildes de magie, y compris celui que Geneviève était censé obtenir.
Sérieuse et respectueuse de la volonté de sa guilde et (au début) les autres maîtres de guilde, Geneviève porte des cheveux courts et sa robe de guilde en permanence et ne sort guère de chez elle. De l'avis même de Giselle, Geneviève n'a jamais eu aucun plaisir. Les deux jeunes filles sont devenues orphelines encore jeunes adolescentes car leurs parents ont été tués dans un duel magique.
Geneviève est rapidement confrontée au choix entre sa loyauté envers sa sœur et celle due à ses collègues maîtres de guilde. Après quelques hésitations, elle choisit sa sœur et tente de l'aider, parfois sans succès, à maîtriser la magie et son impressionnante puissance. Geneviève et Giselle travaillent ensemble pour vaincre les autres chefs de la guilde de magie, puis pour défaire Animora. Le pouvoir de Giselle est largement supérieur à celui de Geneviève et le sort du conflit semble reposer dans les mains de Giselle.
Un artiste jeune et beau, Thierry Chevalier, tombe d'abord amoureux de Giselle, mais s'intéresse plus tard à Geneviève, ensemble, ils tentent de guider Giselle sur une voie plus responsable.

## Historique de publication

### Publications françaises
Les numéros 1 à 12 de la série ont été traduits en France par Semic dans les numéros 1 à 6 de la revue du même nom puis les numéros 13 à 22 dans les 10 numéros de la revue Crossgen Special.

### Équipe artistique
- scénario : Ron Marz (#1-17), Tony Bedard (#18-22)
- dessin : John Dell (#1-7, 9-11, 13-16, 18-20), Steve McNiven (#8), Kevin Sharpe (#12), Fabrizio Fiorentino (#17, 21-22)
- encrage : John Dell (#1-7, 9-11, 13-16, 18), Mark Lipka (#8), Jason Baumgartner (#12), Andrew Henessy (#16), Matt Ryan (#17, 19-22), Joe Weems (#19-20), Marco Galli (#19), Victor Llamas (#19),
- couleurs : Andrew Crossley (#1-7, 9-11, 13-16, 18, 21-22), JD Smith (#8), Richard Isanove (#12), Elisabeth Lewis (#17), Matt Garcia (#19-20), Chris Garcia (#19-20)
- couverture : Joseph Michael Linsner, Phil Noto

## À noter
Un évènement se situant entre les épisodes 1 et 2 de Mystic est mis en scène par Ron Marz et Barbara Kesel (scénario) et Claudio Castellini (dessins) dans Crossgen Chronicles #1.
Le numéro 5 de CrossGen Chronicles (Ron Marz / George Perez) raconte comment les guildes magiques, qui étaient 8 à l’époque, vainquirent Animora, une First bannie et comment à cette occasion les esprits de leurs chefs devinrent immortels.
Mystic sera un des personnages dans X-men : Days of Future Past.